# 涙色の微笑
「涙色の微笑」（なみだいろのほほえみ、Can't Smile Without You）は、バリー・マニロウが1978年にカバーしヒットしたことで知られる楽曲。本来は1961年のニール・セダカの「Smile」が原曲で、カーペンターズがカバー、彼らのバージョンの邦題は「微笑の泉」といった。

## 概要
カーペンターズのバージョンは、1976年6月11日発売の7作目のスタジオ・アルバム『見つめあう恋』に収録された。翌1977年9月9日発売のシングル「星空に愛を (コーリング・オキュパンツ)」のB面に収録された。シングル・バージョンでは歌詞が一部変更されている。
1978年1月、バリー・マニロウがシングルA面曲として発表。B面は「サンライズ」。同年4月22日から5月6日にかけてビルボード・Hot 100で3週連続3位を記録した。ビルボード・イージーリスニング・チャートで1位を記録し、ゴールドディスクに輝いた。なおマニロウもカバーするにあたって一部歌詞を変えて歌っている。
エンゲルベルト・フンパーディンク、メンズウェア、イザヴェラ・タヴィアーニらもカバーしている。

## ジョージ・マイケルに対する訴訟事件
1980年代半ばに音楽出版社ディック・ジェームズ・ミュージックは、ワム!の「ラスト・クリスマス」（1984年）は本作品の盗作だとして同曲の作者のジョージ・マイケルを訴えた。この訴訟は示談となった。